# Urmanica
Urmanica (cyr. Урманица) – wieś w Serbii, w okręgu pczyńskim, w mieście Vranje. W 2011 roku liczyła 17 mieszkańców.